# Promachus cypricus
Promachus cypricus är en tvåvingeart som först beskrevs av Camillo Rondani 1856.  Promachus cypricus ingår i släktet Promachus och familjen rovflugor. Inga underarter finns listade i Catalogue of Life.